# Grenze zwischen Syrien und der Türkei

Lage der Türkei und Syriens

Die Grenze zwischen Syrien und der Türkei erstreckt sich vom Mittelmeer bis hin zum Tigris und hat eine Länge von 899 km.

## Geschichte
Nach dem Ende des Ersten Weltkriegs und der Niederlage des Osmanischen Reichs wurde im Vertrag von Sèvres vom August 1920 und in dem von Lausanne vom Juli 1923 die Grenzziehung beschlossen. Die arabischen Provinzen wurden vom bisherigen Osmanischen Reich abgetrennt. Das heutige Syrien wurde als französisches Völkerbundmandat für Syrien und Libanon gegründet. Die Grenzziehung folgt auf einigen Abschnitten dem Verlauf der Bagdadbahn, sodass die neue Grenze oft mitten durch Ortschaften wie Tall Abyad und Raʾs al-ʿAin führte.
Die seit 1939 türkische Provinz Hatay genießt einen gewissen Sonderstatus: Sie wurde von Syrien politisch nie ganz aufgegeben und genießt einen bevorzugten Grenzverkehr und Warenaustausch.

### Bürgerkrieg in Syrien

Türkisch-syrische Grenze während des Syrischen Bürgerkriegs

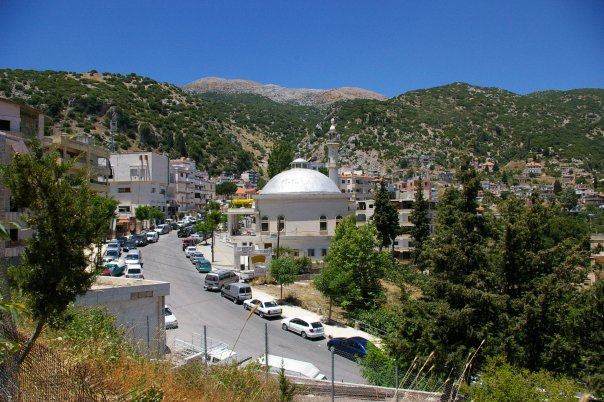
Die syrische Stadt Kessab mit dem Heiligen Berg Mons Casius/Keldağ in der Türkei im Hintergrund, der in mehreren Religionen eine Rolle spielte.

Seit den regierungskritischen Unruhen ab 2011 und dem anschließenden Bürgerkrieg in Syrien verlor die syrische Regierung die Kontrolle über bestimmte Grenzübergänge. Diese Übergänge sind für die Konfliktparteien von essentieller Bedeutung. Zeitweise hielt der syrische Staat nur zwei von elf Grenzübergängen.
Mitte 2012 begann die Verwicklung der Türkei in die Bewaffnung der Rebellenmilizen in Syrien, gemeinsam mit Katar und Saudi-Arabien und mit CIA-Unterstützung, von einer gemeinsamen Operationsbasis an der Incirlik Air Base, einem NATO-Stützpunkt im Süden der Türkei.
Am 11. Mai 2013 starben bei dem doppelten Autobombenanschlag in der türkischen Grenzstadt Reyhanli 52 Menschen.
Am 20. Juli 2015 starben während einer pro-kurdischen Versammlung in der türkischen Stadt Suruç etwa zehn Kilometer von der syrischen Grenze entfernt bei dem Bombenanschlag in Suruç 34 Menschen.
Über die türkisch-syrische Grenze werden die Terroristen des IS und der die al-Qaida-nahe al-Nusra-Front mit Nachschub aus der Türkei versorgt. Der IS erzielt einen Großteil seiner Einnahmen aus dem Erdölschmuggel in die Türkei, Jordanien und den Iran.
Am 22. Juli 2015 telefonierte der amtierende türkische Präsident Recep Tayyip Erdoğan mit dem damaligen US-Präsidenten Barack Obama: Beide Seiten vereinbarten eine engere Kooperation im Kampf gegen den IS, um den Zustrom an Söldnern nach Syrien zu unterbinden. Die Türkei willigte ein in die Nutzung der NATO-Luftwaffenbasis in İncirlik durch die Anti-IS-Koalition. Die türkische Regierung wünschte aber weiterhin eine Flugverbots- und Sicherheitszone.
Am 23. Juli 2015 griffen am Grenzübergang bei Kilis IS-Kämpfer erstmals türkische Soldaten an: Dieser Grenzübergang wurde von einer Koalition von Salafisten und Islamisten kontrolliert, die von der Türkei und Katar unterstützt werden. Dabei wurde ein Soldat getötet und zwei weitere verletzt.
Im Rahmen des russischen Militäreinsatzes in Syrien wurde am 24. November 2015 eine russische Su-24 in den Bergen des Dschabal Turkmen von den türkischen Luftstreitkräften abgeschossen.

### Türkisch-syrische Grenzmauer

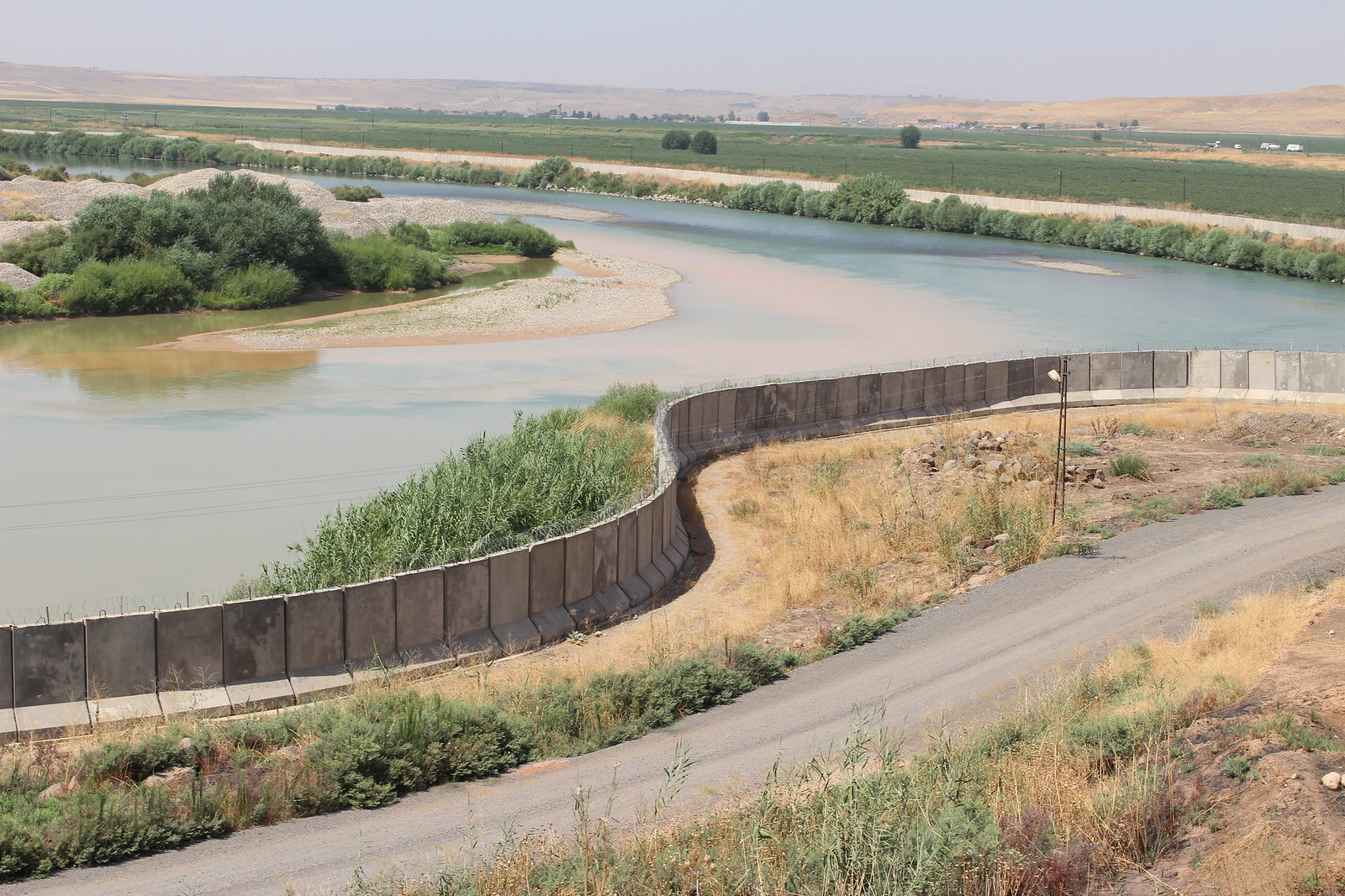
Die türkisch-syrische Mauer (links Mazra at'Blah (Syrien), rechts Cizre (Türkei), 2018)

2015 gab die Türkei bekannt, Teile der Grenze nach Syrien zusätzlich durch eine Mauer sichern zu wollen: Über 450 Kilometer solle ein Graben ausgehoben, über 150 Kilometer eine integrierte Sperranlage aus Betonwänden, Stacheldraht, Wachtürmen und Wärmebildkameras geplant und der Grenzverlauf mit Drohnen und Zeppelinen ständig überwacht werden. So wolle die türkische Regierung die Ein- und Ausreise von Terroristen verhindern.
Die von türkischer Seite seit 2014 mithilfe von Finanzmitteln der Europäischen Union gebaute, drei Meter hohe türkisch-syrische Grenzmauer zum Nachbarstaat umfasste am 26. Februar 2017 bereits rund 290 Kilometer. Damit war zu dem Zeitpunkt rund ein Drittel des Kordons fertiggestellt, das eine Gesamtlänge von 911 Kilometern haben soll; Mitte Juni 2017 umfasste es rund 700 km. Verstärkt werden soll die Grenzmauer mit fünf Etagen bzw. 25 Meter hohen von Grenzschützern bewohnbaren Wachtürmen. Gebaut wird die mobile Grenzmauer aus Betonelementen mit Stacheldraht und gesichert durch Wachtürme im Auftrag der staatlichen Wohnungsbaubehörde Toplu Konut İdaresi Başkanlığı (TOKİ) zum Schutz vor illegalen Grenzübertritten.

## Grenzübergänge
Von Westen nach Osten:
| #  | Türkei                                    | Syrien                                   | Art               | Kontrolle in Syrien | Koordinaten                      |
| -- | ----------------------------------------- | ---------------------------------------- | ----------------- | --- | -------------------------------- |
| 1  | Yayladağı Gümrük Kapısı                   | Kesab                                    | Straße            | Vier Monate lang in der Hand des IS, später syrische Armee.                                                                        | 35° 54′ 17,9″ N, 36° 0′ 36,4″ O  |
| 2  | Karbeyaz (Yiğitoğlu) Sınır Kapısı         | ʿAzmārīn                                 |                   | Seit Jahren geschlossen. Wurde früher nur an Feiertagen geöffnet. 2014 unter Kontrolle der FSA.                                    |                                  |
| 3  | Reyhanlı, genauer: Cilvegözü Sınır Kapısı | Dana, genauer: Grenzübergang Bab al-Hawa | Straße            | 2011 FSA, 2013 IS, syrische Rebellen                                                                                               | 36° 14′ 0,4″ N, 36° 40′ 50,3″ O  |
| 4  | İslahiye Sınır Kapısı                     | Maydān Akbis                             | Eisenbahnübergang | YPG |                                  |
| 5  | Öncüpınar Sınır Kapısı                    | Bab al-Salameh                           | Straße            | Syrische Rebellen | 36° 38′ 3,7″ N, 37° 5′ 8,5″ O    |
| 6  | Çobanbey Sınır Kapısı                     | Al-Rai                                   | Eisenbahnübergang | FSA |                                  |
| 7  | Karkamış Sınır Kapısı                     | Dscharābulus                             | Straße            | FSA | 36° 49′ 54,5″ N, 37° 59′ 45,9″ O |
| 8  | Mürşitpınar Sınır Kapısı                  | Ain al-Arab (kurdisch Kobanê)            | Straße            | YPG | 36° 54′ 1,1″ N, 38° 20′ 56,9″ O  |
| 9  | Akçakale Sınır Kapısı                     | Tall Abyad (kurdisch: Girê Spî)          | Straße            | 2012 FSA, 2014 IS, 2015 Burkān al-Furāt, seit Oktober 2019 Freie Syrische Armee und Türkei                                         | 36° 42′ 19,9″ N, 38° 57′ 31,7″ O |
| 10 | Ceylanpınar Sınır Kapısı                  | Raʾs al-ʿAin                             | Straße            | 2012 FSA, 2013 YPG, seit Oktober 2019 Freie Syrische Armee und Türkei                                                              | 36° 50′ 34,4″ N, 40° 3′ 9,8″ O   |
| 11 | Şenyurt Sınır Kapısı                      | Al-Darbasiyah                            | Straße            | 2014 YPG | 37° 4′ 44,7″ N, 40° 38′ 51,4″ O  |
| 12 | Nusaybin                                  | al-Qāmischlī                             | Straße, Eisenbahn | Steht unter Kontrolle der syrischen Armee, ist für den Warenverkehr geschlossen und wird für humanitäre Hilfe zeitweilig geöffnet. | 37° 3′ 44,7″ N, 41° 13′ 4,8″ O   |
| 13 | Cizre Sınır Kapısı                        | ʿAin Dīwār                               | Straße            | Seit Jahren geschlossen, die Brücke wird von türkischen Soldaten bewacht, die syrische Seite steht unter Kontrolle der YPG.        |                                  |

## Andere internationale politische Grenzen der Türkei und Syriens
Syrien hat internationale Grenzen von insgesamt 2253 km. Die Türkei hat internationale Landgrenzen von insgesamt 2648 km; ihre Küstenlinie ist etwa 7200 km lang. Die Grenze Türkei-Syrien ist für die Türkei die längste internationale Grenze.